# Prima che mi impicchino
Prima che mi impicchino (Before I Hang) è un film horror fantascientifico statunitense del 1940 con protagonista Boris Karloff.

## Trama
Uno scienziato condannato alla pena capitale per aver eseguito l'eutanasia su un paziente, sperimenta un siero derivato dal sangue di un criminale che consente di bloccare il processo di invecchiamento. Il siero funziona e il dottore inizia a ringiovanire, ma il siero provoca in lui una rabbia cieca che lo spinge ad uccidere il medico del carcere, di cui verrà incolpato un altro carcerato. Dopo essere stato perdonato, ironia della sorte, per aver bloccato il presunto assassino, il Dr. Garth esce di prigione ma l'effetto del siero è disastroso, trasformandolo in una specie di Dr. Jekyll e Mr. Hide.